# Gostuša
Gostuša (cyr. Гостуша) – wieś w Serbii, w okręgu pirockim, w mieście Pirot. W 2011 roku liczyła 70 mieszkańców.